# Killala
Killala (en irlandais : Cill Ala « église bigarrée ») est un village du comté de Mayo, en Irlande.

## Histoire
Killala est connu pour avoir été le lieu de débarquement du corps expéditionnaire français mené par le général français Jean Joseph Amable Humbert lors de la rébellion irlandaise de 1798. Il a été le lieu de déroulement du combat et de la bataille de Killala.

## Jumelage
Chauvé (France)

## Évêché
- Diocèse de Killala
- Cathédrale Saint-Muredach de Killala